# Народная демократическая партия (Фиджи)
Народная демократическая партия (англ. People's Democratic Party) — бывшая политическая партия Фиджи. Партия была основана в 2013 года Конгрессом профсоюзов Фиджи.

## История
Народная демократическая партия (НДП) была образована в январе 2013 года Конгрессом профсоюзов Фиджи для продвижения интересов рабочих и профсоюзов. Однако вскоре после этого власти Фиджи обнародовали новые правила, регулирующие регистрацию политических партий, в том числе запрет на участие в политических партиях должностных лиц профсоюза. Партия подала заявку на регистрацию в апреле 2013 года и была зарегистрирована 29 мая 2013 года.
В мае 2014 года лидером партии был избран бывший профсоюзный лидер Феликс Энтони, адвокат и известный критик режима Аман Равиндра Сингх был избран Генеральным секретарём, а Линда Табуя стала президентом партии. Энтони ушёл с поста лидера после неудачи НДП на выборах 2014 года. После этого лидером стал Ади Сивия Коро, в то время как Равиндра Сингх перешёл в 2017 году в Лейбористскую партию Фиджи. Коро вышел из партии в ноябре 2016 года, и правление единогласно избрало Табуя лидером партии 1 марта 2017 года.
В декабре 2017 года партия объявила о создании альянса с консервативной Социал-демократической либеральной партией для выдвижения кандидатов в партийном списке на парламентских выборах 2018 года, мотивируя это практическими причинами, поскольку не надеялась, что сможет пройти в парламент самостоятельно, однако партия была исключена из выборов.
В ноябре 2018 года Народная демократическая партия была снята с регистрации за непредставление требуемого отчета об активах и обязательствах.